# Zelené pleso pod Predným Zeleným
Zelené pleso pod Predným Zeleným (také nazývané Zelené pliesko, Zelené pliesko pod Predným Zeleným, Žabie pliesko, Opálové pliesko, polsky Zielony Stawek Zuberski, Zielony Stawek, Żabi Stawek nebo Studnica) je malé jezírko v Západních Tatrách ve Spálené dolině nad jejím dolním vysokým prahem. Má rozlohu 0,0270 ha. Je 37 m dlouhé a 13 m široké. Dosahuje maximální hloubky 2,1 m a objemu 162 m³. Leží v nadmořské výšce 1472 m.

## Okolí
Břehy plesa jsou porostlé kosodřevinou, severní břeh je kamenitý. Na východě se zvedají stěny Predného Zeleného. Na jihu se nachází ještě jedno malé jezírko, které také nese označení Zelené pliesko.

## Vodní režim
Do plesa ústí dva potoky z jihu a východu, které pramení nedaleko nad plesem. Na sever odtéká levá zdrojnice Spáloného potoka, který je levým přítokem Roháčského potoka. Rozměry jezera v průběhu času zachycuje tabulka:
| Rok   | Měření prováděl | Rozloha ha | Délka m | Šířka m | Hloubka max.m | Objem m³ |
| ----- | --------------- | ---------- | ------- | ------- | ------------- | -------- |
| [ 2 ] | [ 3 ] [ 2 ]     | 0,02       | 37      | 13      | 2,1           | [ 2 ]    |
| 2005  | Gregor, Pacl    | 0,0270     | [ 2 ]   | [ 2 ]   | 2,1           | 162      |

## Přístup
Podél jižního břehu vede  modrá turistická značka z rozcestí Adamcuľa k Čtvrtému Roháčskému plesu. Pleso je dostupné:
- po  modré turistické značce od Adamculi, se kterou vede souběžně naučná stezka Roháčske plesa
- po  naučné stezce Roháčske plesa od Ťatliakovy chaty, se kterou vedou souběžně postupně  modrá,  zelená a zase  modrá turistická značka
- po  zelené turistické značce od Žiarske chaty přes Baníkov a Baníkovské sedlo a dále po  modré turistické značce
- po  modré turistické značce z doliny Parichvost přes Baníkovské sedlo a dále po  žluté a  modré turistické značce.